# Abgar IX d'Osroène
Lucius Aelius Septimus Megas Abgar IX fut le souverain d'Osroène réduite à la région autour d'Édesse, à partir de 179. En 213, par décision de Caracalla, Édesse perd son roi Abgar IX et ce qui lui reste d'indépendance pour devenir colonie romaine et être intégrée au nouvel ensemble provincial de la province de Mésopotamie.

## Biographie
Selon Henri-Irénée Marrou, Abgar se serait convertit au christianisme faisant de son petit royaume le premier état à devenir officiellement chrétien.
Durant le règne d'Abgar le Grand, les chrétiens furent privilégiés dans le royaume d'Osroène. Il laisse deux fils :
- Severus Abgar X
- Antoninus Ma'Nu IX